# USS Annapolis (SSN-760)
| «Аннаполіс»                | «Аннаполіс»                                | «Аннаполіс»                                |
| -------------------------- | ------------------------------------------ | ------------------------------------------ |
| USS Annapolis (SSN-760)    |                                            |                                            |
|                            |                                            |                                            |
|                            |                                            |                                            |
| Спуск на воду              | 18 травня 1991 року                        | 18 травня 1991 року                        |
| Сучасний статус            | в активній службі                          | в активній службі                          |
| Проєкт                     |                                            |                                            |
| Тип ПЧ                     | SSN                                        | SSN                                        |
| Основні характеристики     |                                            |                                            |
| Швидкість (надводна)       | 25 вузлів                                  | 25 вузлів                                  |
| Робоча глибина занурення   | 122 м                                      | 122 м                                      |
| Екіпаж                     | 12 офіцерів, 115 матросів                  | 12 офіцерів, 115 матросів                  |
| Розміри                    |                                            |                                            |
| Довжина найбільша (по КВЛ) | 110,34 м                                   | 110,34 м                                   |
| Ширина корпусу найб.       | 10,06                                      | 10,06                                      |
| Середня осадка (по КВЛ)    | 9,75 м                                     | 9,75 м                                     |
| Водотоннажність надводна   | 6000 тонн                                  | 6000 тонн                                  |
| Озброєння                  |                                            |                                            |
| Торпедно- мінне озброєння  | 4 × 21 в (533 мм) торпедні апарати Mark-48 | 4 × 21 в (533 мм) торпедні апарати Mark-48 |
| Ракетне озброєння          | крилаті ракети Tomahawk                    | крилаті ракети Tomahawk                    |

«Аннаполіс» (англ. USS Annapolis (SSN-760)) — Багатоцільовий атомний підводний човен, є 49 в серії з 62 підводних човнів типу «Лос-Анджелес», побудованих для ВМС США. Він став четвертим кораблем ВМФ США, названим на честь міста Аннаполіс, штат Меріленд. Призначений для боротьби з підводними човнами і надводними кораблями противника, а також для ведення розвідувальних дій, спеціальних операцій, перекидання спецпідрозділів, нанесення ударів, мінування, пошуково-рятувальних операцій.

## Будівництво
Контракт на будівництво 21 березня 1986 року був підписаний з американською корабельнею Electric Boat підрозділу корпорацій General Dynamics у місті Гротон, штат Коннектикут. Церемонія закладки відбулася 15 червня 1988 року. Церемонія хрещення та спуску на воду відбулася 18 травня 1991 року. Хрещеною матір'ю човна стала Мірна Ф. Каудерер. 11 квітня 1992 року введено в експлуатацію. 24 травня підводний човен вперше прибув в місто Аннаполіс, в честь якого був названий. Портом приписки стала морська база підводних човнів Нью-Лондон (Гротон, штат Коннектикут). З 2 лютого 2018 року порт приписки військово-морська база Лома в Сан-Дієго (штат Каліфорнія).

## Служба
6 січня 1993 року на верфі Electric Boat в Гротоні, штат Коннектикут, приступили до шестимісячного обслуговування, після завершення якого човен зробив свій перший візит на Бермудські острови. З 22 листопада по 22 грудня був розгорнутий в північній частині Атлантичного океану.

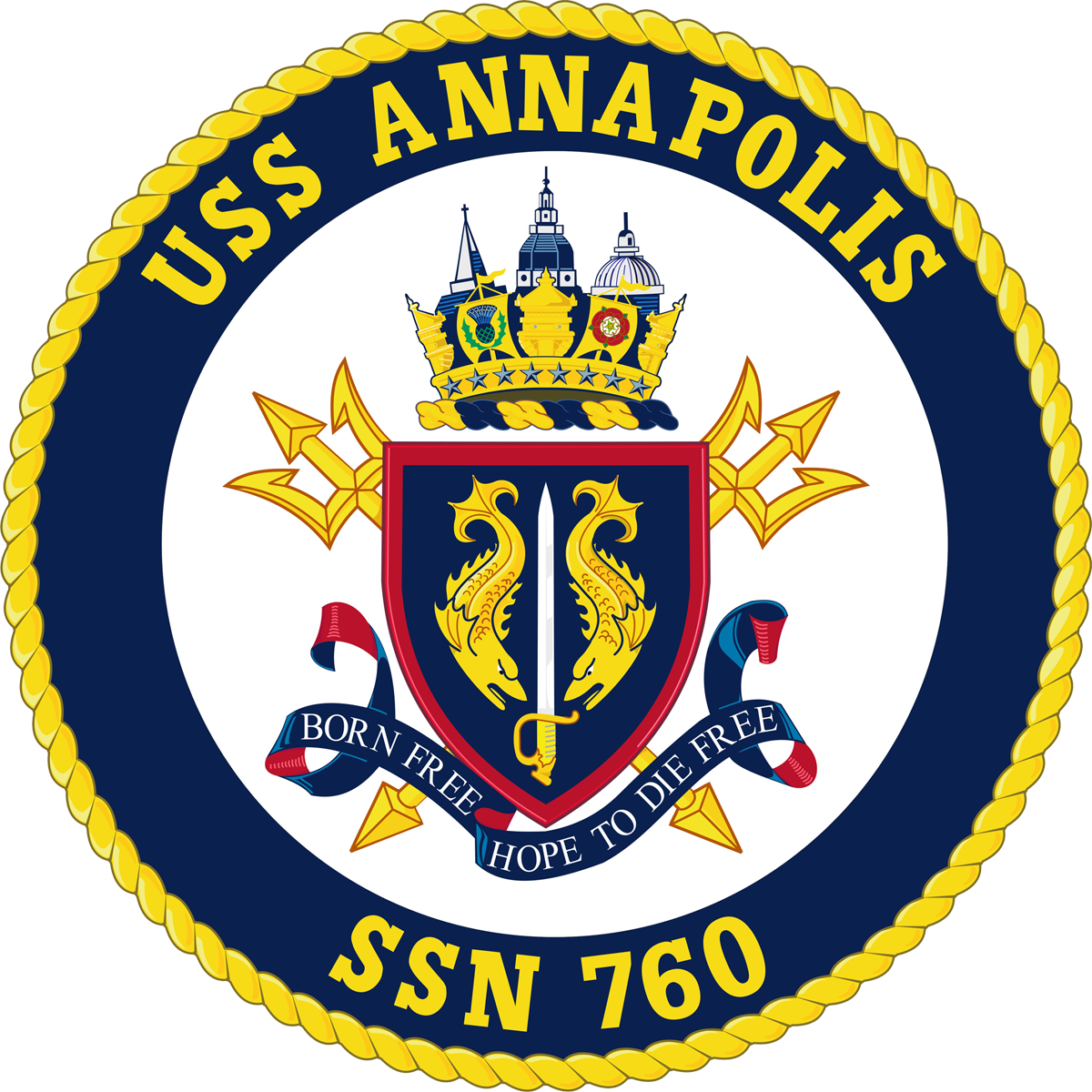
Емблема човна

11 січня 1994 року покинув морську базу підводних човнів Нью Лондон (Гротон, штат Коннектикут) для свого другого розгортання в північній частині Атлантичного океану. У цей час човен здійснив перший візит до Бергена, Норвегія, де деякі члени екіпажу мали можливість відвідати в фінальний матч з хокею на олімпійських іграх — 1994 (Ліліхамер).
20 жовтня 1994 року покинув Гротон для свого першого середземноморського розгортання, під час якого відвідав порти: Гібралтар, Тулон, Ла-Маддалена, Лімасол, і Хайфа. з якого повернулася 14 квітня 1995 року.
У січні 1996 року був почав тримісячний ремонт.
3 жовтня 1997 року залишив порт приписки Нью-Лондон для запланованого розгортання в зоні відповідальності 5-го і 6-го флоту США, з якого повернулася 3 квітня 1998 року.
24 лютого 1999 прибув в плавучий сухий док ARDM 4 верфі Electric Boat для чотиритижневого ремонту.
3 серпня 2000 року покинув порт приписки для запланованого розгортання в Середземному морі, де взяв участь у кількох багатонаціональних навчаннях, з якого повернувся 31 січня 2001 року.
19 червня 2002 року покинув порт приписки для запланованого розгортання в Середземному морі, з якого повернулася 19 грудня.
23 квітня 2003 прибув на військову корабельню Портсмут в Кіттері, штат Мен, для проходження модернізації. 24 травня 2004 року повернувся в порт приписки після завершення модернізації, під час якої була оновлена велика частина устаткування.
2005 році це був перший підводний човен, який був оснащений технологією RADIANT GEMSTONE і таким чином інтегрований у новий тип національної мережі зв'язку.
27 серпня 2007 року покинув порт приписки для розгортання в зоні відповідальності 6-го флоту США, з якого повернувся 28 лютого 2008 року. Під час якого став першим американським підводним човном, який здійснив портовий візит до Африки (Прая, Кабо-Верде).

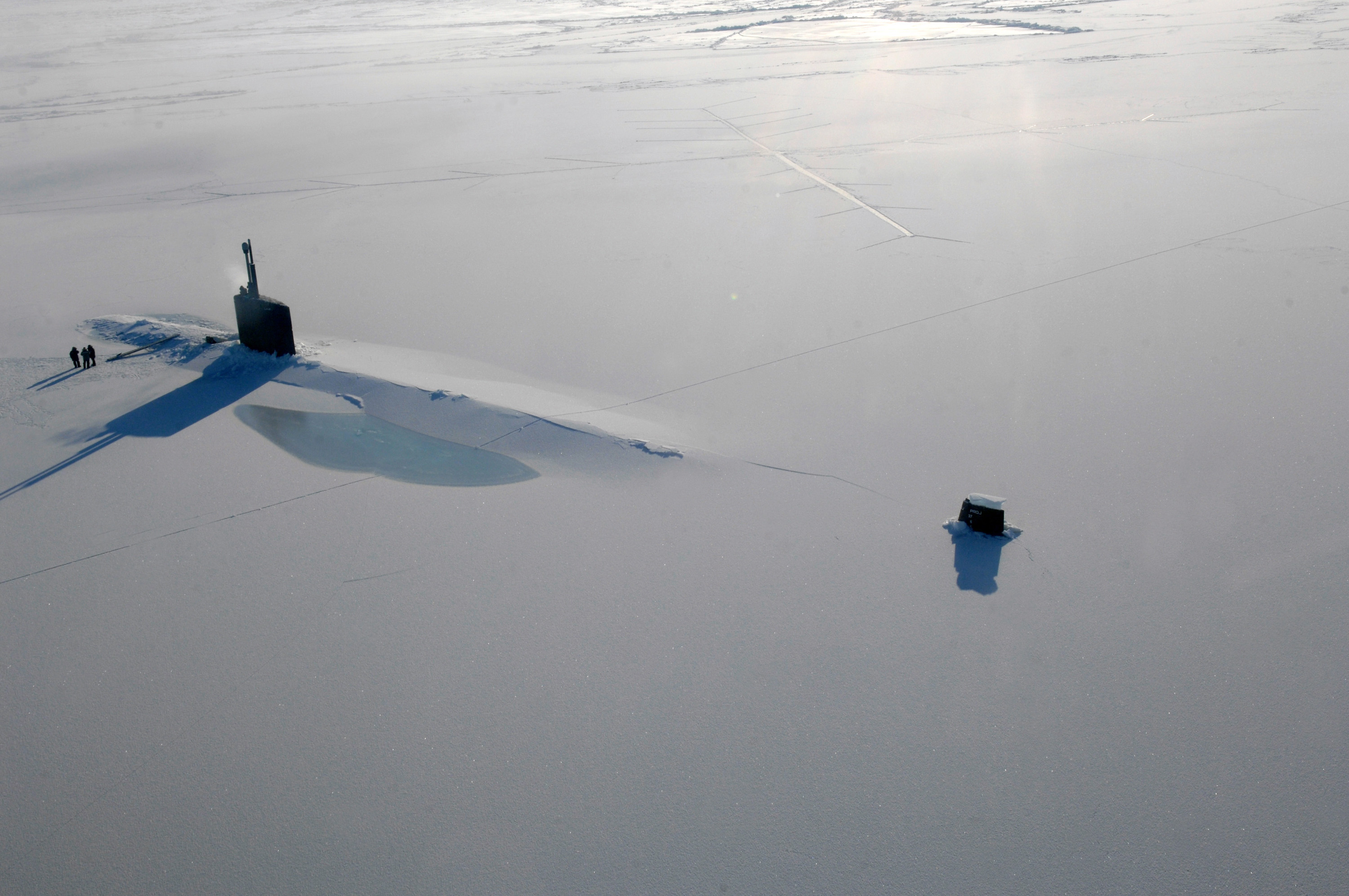
Під час навчань Ice Exercise 2009 (ICEX).

У березні 2009 року разом з USS Helena (SSN-725) взяв участь у навчаннях Ice Exercise 2009 (ICEX). Метою навчань було перевірити працездатність підводних човнів та здатність до ведення війни в арктичних умовах.
27 серпня 2010 року повернувся в порт приписки після завершення шестимісячного розгортання в зоні відповідальності 6-го флоту США.
3 січня 2012 року покинув порт приписки Гротон для запланованого розгортання на Близькому Сході, з якого повернувся 27 червня.
18 червня 2013 року повернувся в порт приписки після проведення звичайних операцій.
У березні 2014 року покинув порт приписки Гротон для запланованого розгортання в зоні відповідальності 5-го і 6-го флоту США, з якого повернувся 11 вересня.
25 квітня 2015 прибув на військову корабельню Портсмут в Кіттері, штат Мен, для проходження дворічного капітального ремонту, після закінчення якого в 17 червня 2017 прибув в порт приписки.
У грудні 2017 року покинула колишній порт приписки Гротон (штат Коннектикут) для переходу в свій новий порт приписки Сан-Дієго (штат Каліфорнія). 23 січня 2018 року здійснила транзитний перехід через Панамський канал в південному напрямку. 2 лютого вперше прибула в свій новий порт приписки на військово-морську базу Лома в Сан-Дієго (штат Каліфорнія).
В березні 2019 року вирушив до свого першого розгортання в Західній частині Тихого океану, під час якого здійснив візити порти в Йокосука, Японія; Сасебо, Японія; та Гуам. Повернувся до Сан-Дієго у вересні 2019 року.
16 жовтня 2020 року вирушив із Сан-Дієго для запланованого розгортання в західній частині Тихого океану.